# Roman (Rumunia)
Roman – miasto we wschodniej Rumunii, w okręgu Neamț, nad Mołdawą, w pobliżu jej ujścia do Seretu. Około 73 tys. mieszkańców.
W mieście rozwinął się przemysł materiałów budowlanych, maszynowy, spożywczy, meblarski oraz ceramiczny.
Karol Paszkiewicz, powstaniec listopadowy i belwederczyk, spędził w mieście ostatnie lata życia i tutaj też zmarł w roku 1885.

## Galeria

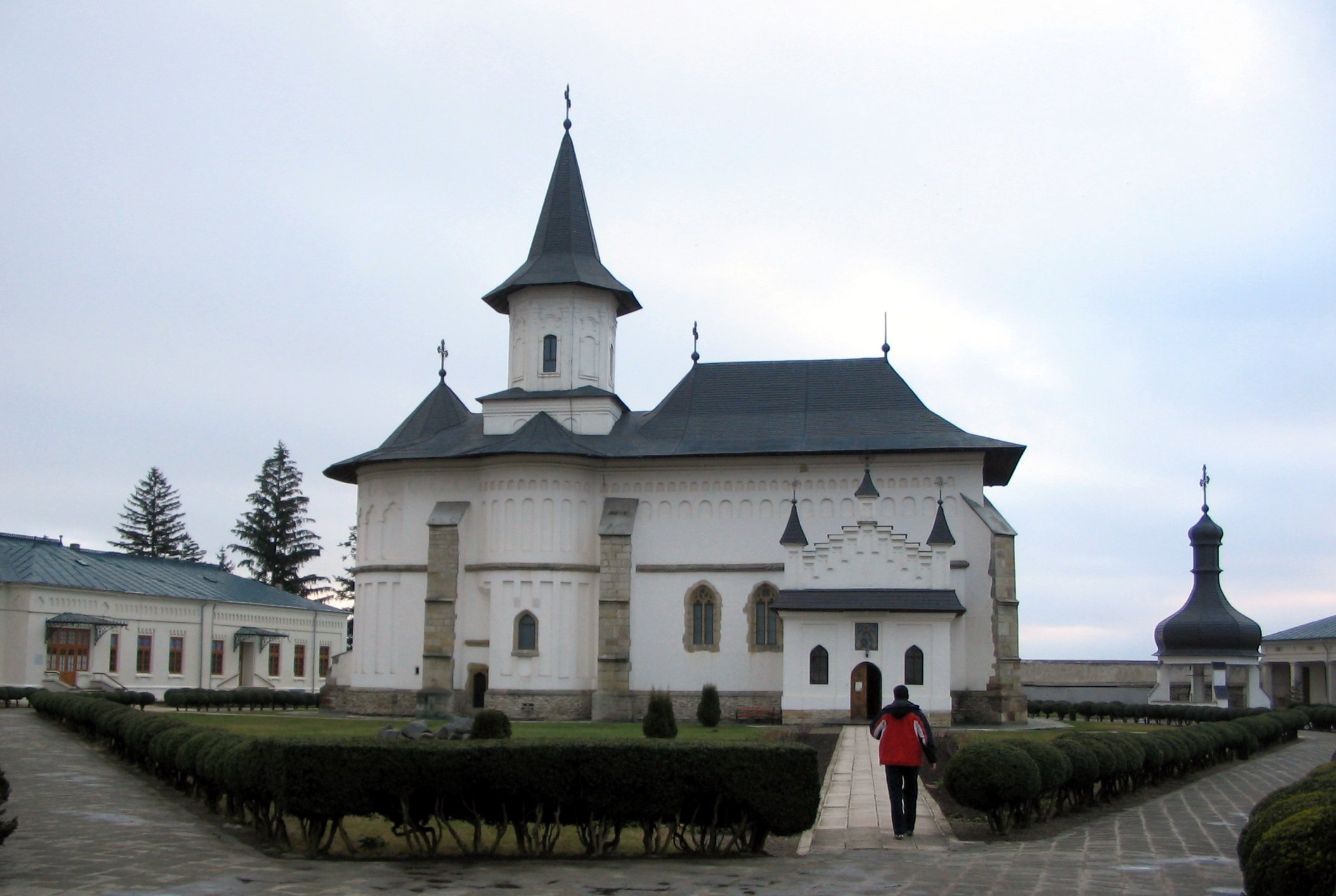
Prawosławna katedra arcybiskupia (sobór) w Romanie
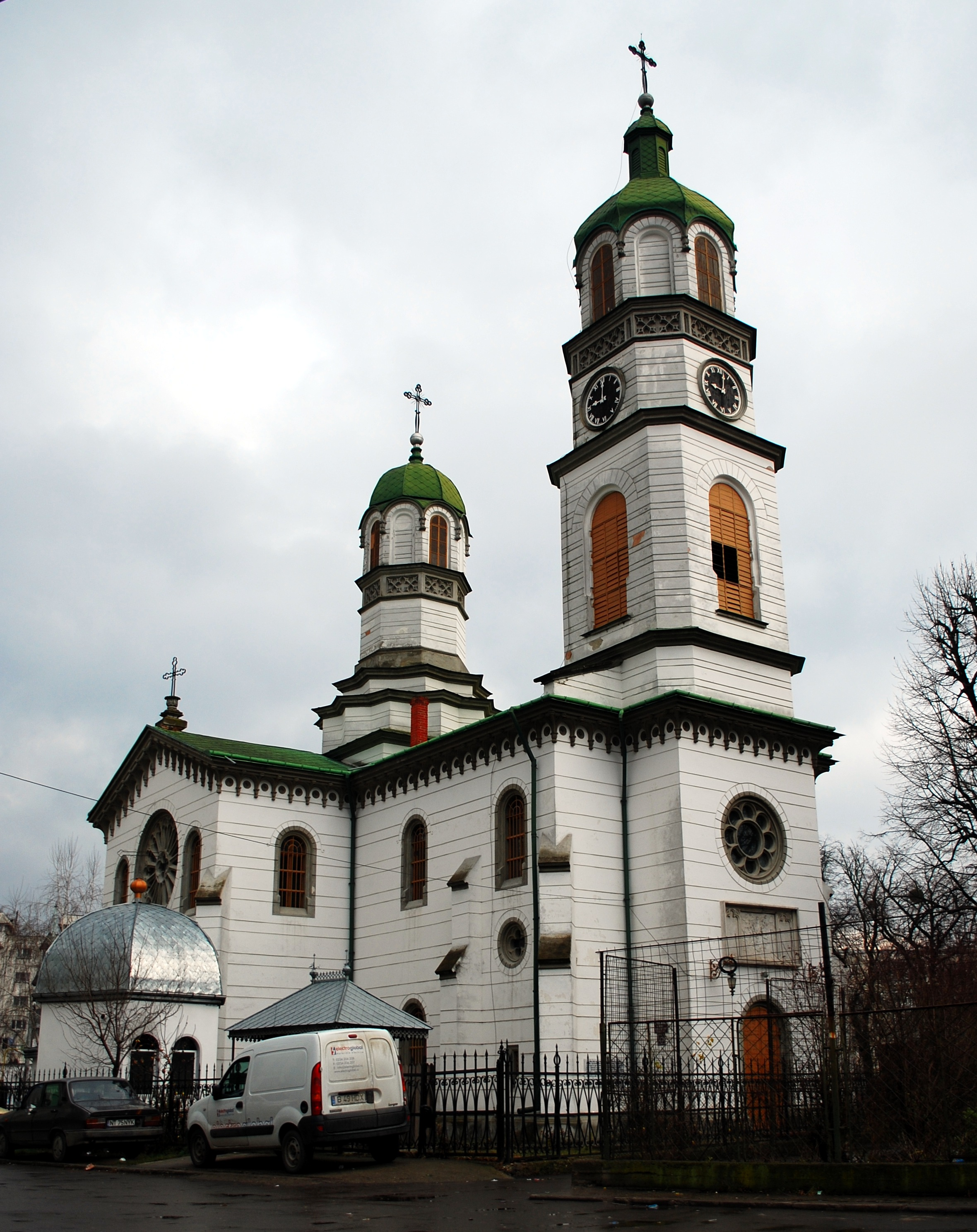
Kościół Ormiański w Romanie
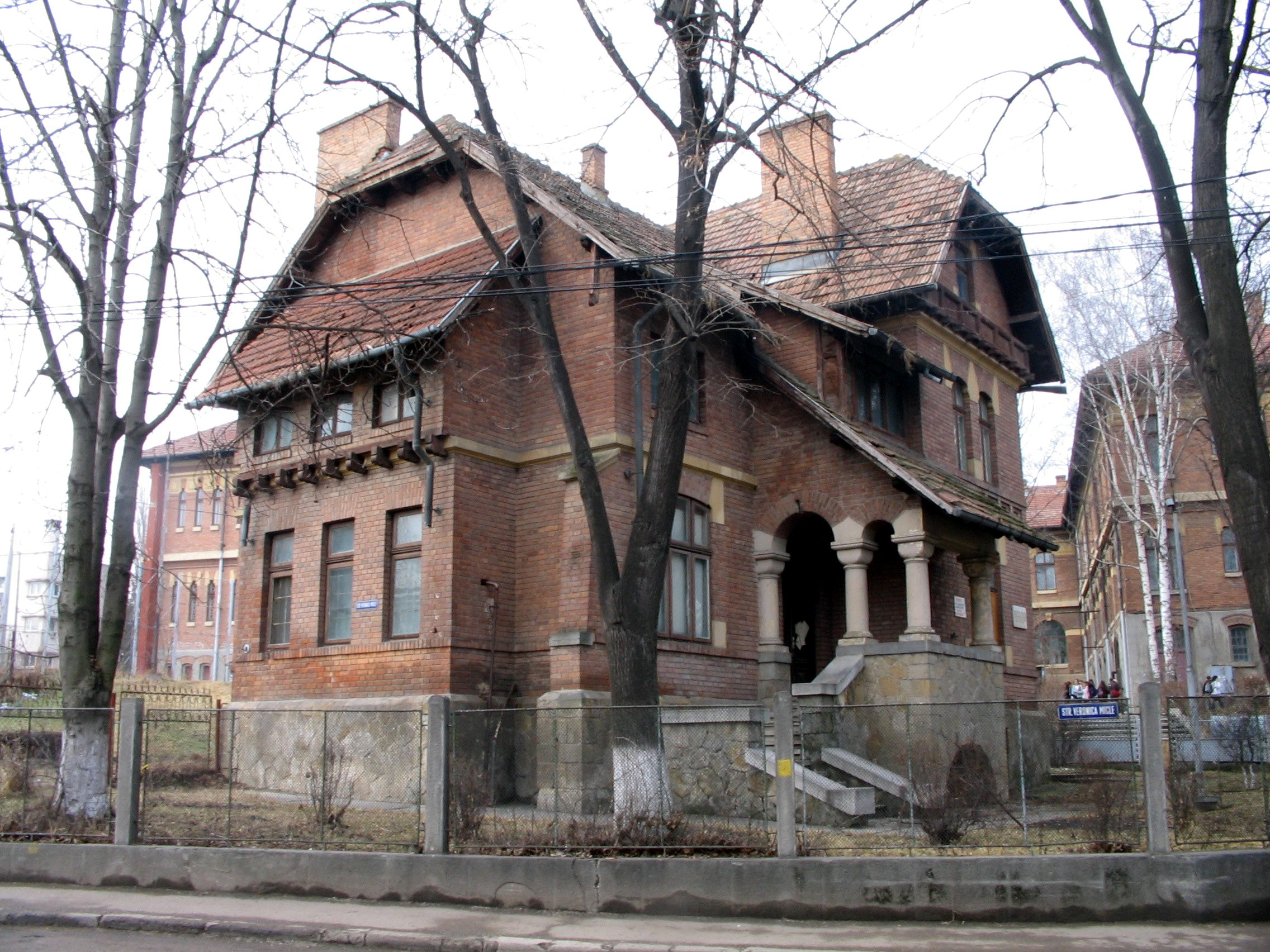
Dom Calistrata Hogasa
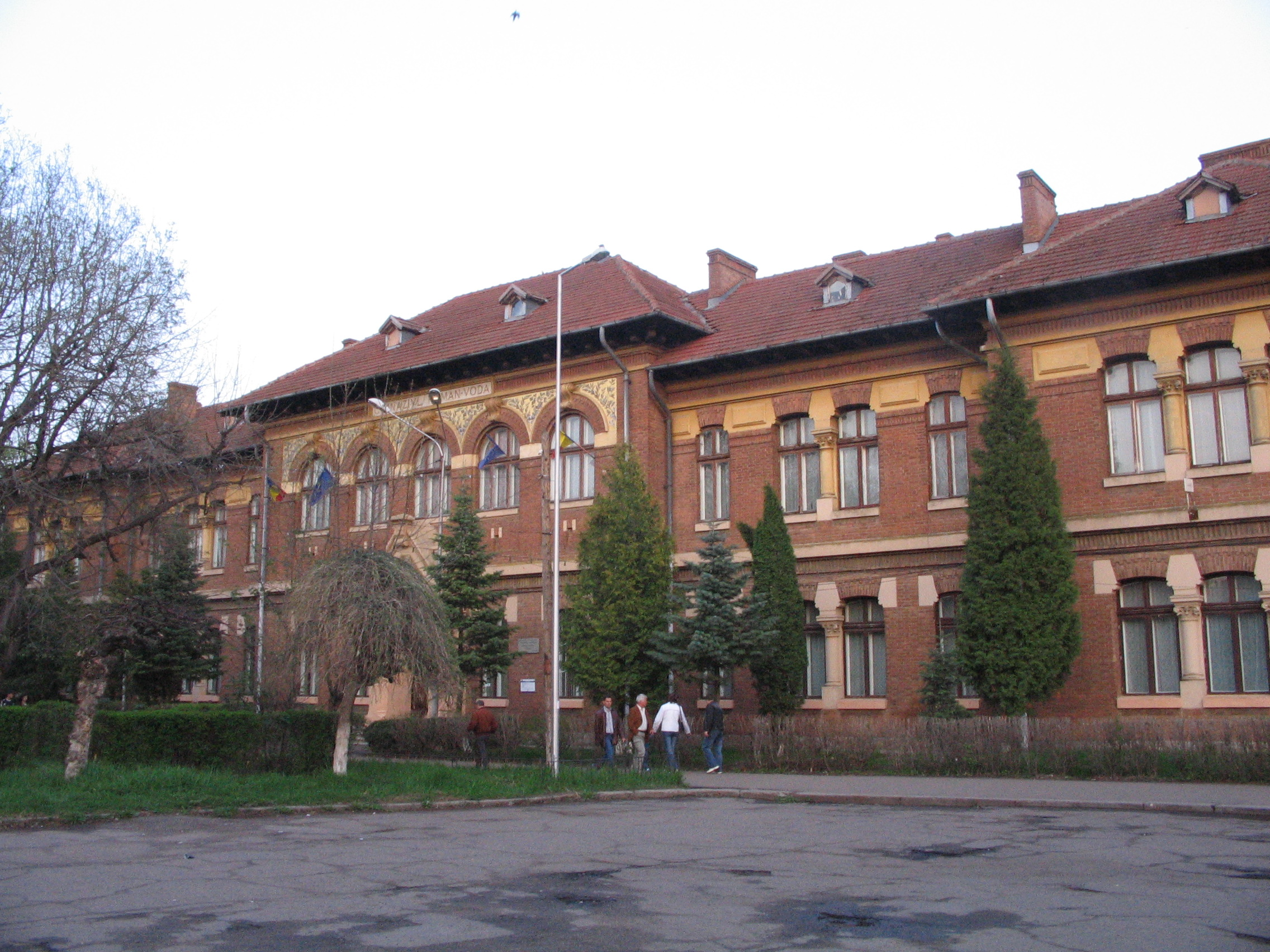
Kolegium „Roman Vodă”